# Medina Azahara

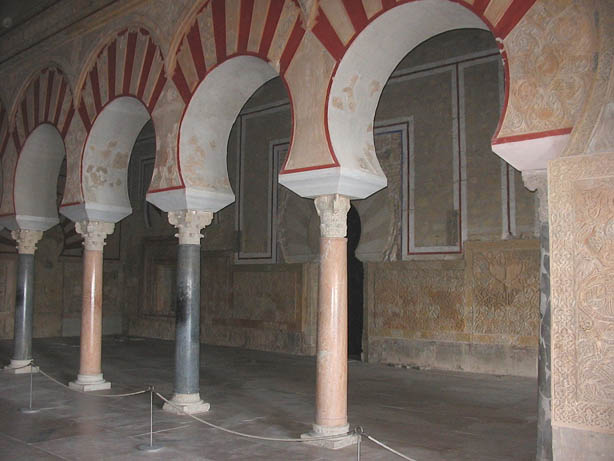
Salón Rico

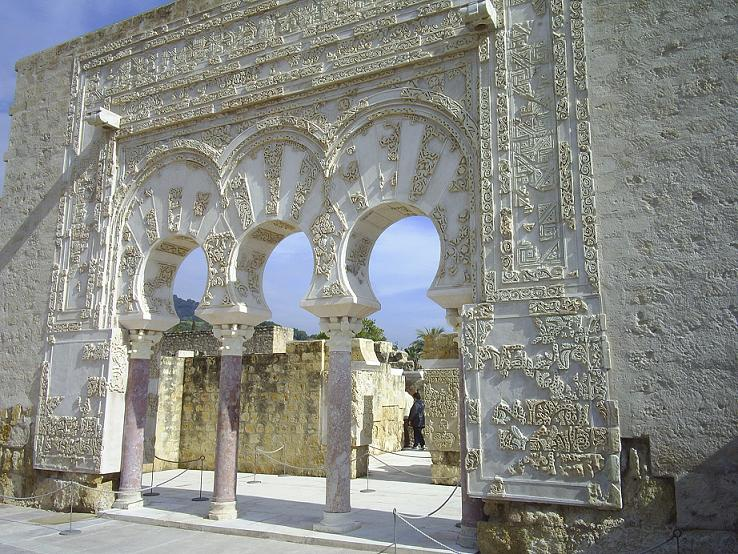
Puerta del Primer Ministro

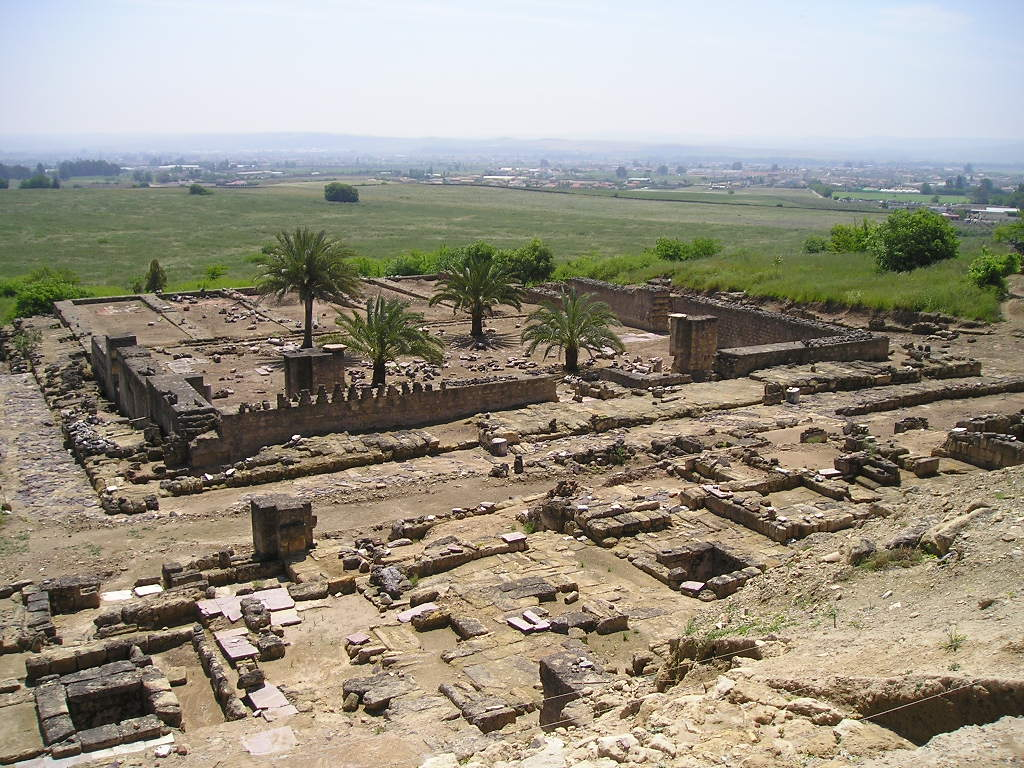
Mezquita Aljama

Medina Azahara (arab. مدينة الزهراء, Madinat al-Zahra) – ruiny X-wiecznego arabskiego kompleksu pałacowego położone w hiszpańskiej Andaluzji, około 7 km na północny zachód od Kordoby, od 2018 roku wpisane na listę światowego dziedzictwa UNESCO.

## Historia
Kompleks pałacowy został założony przez kalifa Kordowy Abd ar-Rahmana III. Gdy Abd ar-Rahman III ogłosił się kalifem w 929 roku i ustanowił niepodległy kalifat Umajjadów, postanowił wybudować pałac w pobliżu Kordowy, który byłby dowodem potęgi władcy, zarówno dla poddanych, jak i dla władców innych państw. W czasie powstania kompleksu kalif kontrolował bowiem większość Półwyspu Iberyjskiego, a także rywalizował z dynastią Fatymidów o panowanie nad Afryką Północną. Nazwa obiektu pochodzi od imienia faworyty kalifa – Az-Zahry i oznacza dosłownie „miasto az-Zahry”. Budowa rozpoczęła się między 936 a 940 rokiem. Już w 941 roku został poświęcony meczet. Władca w latach 947–948 przeniósł z Kordowy do kompleksu cały swój dwór. Prace budowlane trwały do śmierci kalifa w 961 roku, pochłaniając corocznie jedną trzecią budżetu państwa.
Za czasów Al-Hakama II pałac przeżywał erę rozkwitu, odgrywał rolę stolicy islamskiego państwa al-Andalus i był siedzibą kalifa. Jednak gdy w 976 roku zmarł Al-Hakam II i rządy przeszły w ręce jego jedenastoletniego syna, Hiszama II, rozpoczął się upadek Mediny Azahary. Faktycznie władzę przejął hadżib Al-Mansur, który uwięził kalifa w pałacu. Kontrolował go do tego stopnia, że kazał zamurować przejścia łączące poszczególne części kompleksu pałacowego. Al-Mansur zmarł w 1002 roku. Jego następcą został jego syn Abd al-Malik, który rządził Al-Andalus jako hadżib aż do śmierci w 1008.
Po Abd al-Maliku przejął władzę jego brat Sanchuelo, z zamiarem zagarnięcia całego kalifatu dla siebie i całkowitego odsunięcia od władzy Hiszama. Wywołało to wojnę domową i rozbiło państwo na szereg mniejszych księstw, które nie były w stanie bronić się przed chrześcijanami. Około 1010 roku sama Medina Azahara została splądrowana. Dzieła zniszczenia dopełniły oddziały berberyjskich najemników, podpalając i burząc pałac. Najazd wymazał kompleks pałacowy i otaczające go miasto z mapy świata na prawie całe tysiąclecie.

## Ruiny
Ruiny pałacu zostały odkryte w 1911 roku. Około jednej dziesiątej 112-hektarowego założenia urbanistycznego zostało do tej pory odkopane i częściowo zrekonstruowane.
Kompleks pałacowy został zbudowany u podnóży gór Sierra Morena, na trzech poziomach tarasowego zbocza w taki sposób, że dachy poziomu niższego znajdowały się na wysokości ulic poziomu wyższego. Mur otaczał całe założenie, a także rozdzielał jego trzy części. W najwyższym poziomie znajdował się pałac kalifa, dzięki czemu był on widoczny z dużej odległości. Był najważniejszym budynkiem całego założenia urbanistycznego. Główna sala tronowa, Salón Rico, choć zachowana tylko we fragmentach, należy do najcenniejszych wnętrz architektury mauretańskiej. Zdobienia stiukowe charakteryzują motywy znacznie odbiegające od tych, które spotyka się w Grenadzie i Sewilli. Wśród nich wyróżnia się Hom – syryjski motyw drzewa życia. Wbrew islamskiemu zakazowi na ścianach przedstawiano sylwetki zwierząt, a nawet ludzi. Pałac jest jedyną częścią kompleksu, która została zrekonstruowana.
Na poziomie środkowym znajdowały się pomieszczenia przeznaczone dla najważniejszych urzędników państwowych oraz członków rodziny królewskiej. Na najniższym poziomie umieszczono meczet, łaźnie, stawy rybne, ptaszarnia, zoo oraz wytwórnie uzbrojenia. W pobliżu znajdowało się około 300 domów i koszary dla gwardii królewskiej. Jak podają kroniki, przybywających do pałacu zdumiewał przepych i bogactwo. W jednym z pomieszczeń tak rozłożono kryształy, że kiedy salę oświetlało słońce, powstawała tęcza. Na środku innej sali wybudowano basen, który został wypełniony rtęcią.
W ogrodach pałacowych znajdowały się dwie fontanny. Jedna z nich zdobiona była dwunastoma złotymi rzeźbami przedstawiającymi rzeczywiste i fantastyczne gatunki zwierząt. Woda była dostarczana do miasta przez system akweduktów.
Obecnie trwają prace wykopaliskowe i rekonstrukcyjne finansowane przez rząd hiszpański.